# Adrian Stimson
Adrian Stimson (né en 1964 à Sault Ste. Marie, Ontario, Canada)  est un artiste et membre de la nation Siksika. 

## Biographie
Il obtient un baccalauréat en beaux-arts avec distinction de l'Alberta College of Art and Design et une maîtrise en beaux-arts de l'Université de la Saskatchewan.
En tant qu'artiste multidisciplinaire, Adrian Stimson crée des peintures, des installations, des performances et des vidéos. Ses peintures, principalement en noir et blanc, représentent souvent des bisons dans des décors fictifs. Dans ses installations, il fait référence aux pensionnats autochtones. Ses performances jouent sur le mélange de l'Indien, du cow-boy, du chaman et de l'être bispirituel. Deux personnages récurrents dans les performances de Stimson sont Buffalo Boy et le Shaman Exterminator.
En 2019, il collabore avec AA Bronson lors de la Biennale d'art de Toronto pour Des excuses publiques à la nation Siksoka par Bronson et Iini Sookumapii : Devinez qui vient dîner?, une œuvre qui explore le lien entre deux de leurs ancêtres : le grand-père de Bronson John William Tims, un missionnaire anglican qui a établi un pensionnat en 1886 et grand-père de Stinson Old Sun  –  le chef traditionnel des Pieds-Noirs et un participant à l'élaboration du Traité numéro 7 ,,.
Adrian Stimson reçoit le Prix du Gouverneur général en arts visuels et médiatiques 2018. Il remporte également le Blackfoot Visual Arts Award en 2009, la médaille du jubilé d'or d'Élizabeth II en 2003 et la médaille du centenaire de l'Alberta en 2005. 

## Collections
Deux des peintures de Stimson font partie de la collection autochtone nord-américaine du British Museum Son travail est inclus dans les collections du Musée Glenbow à Calgary et de l'Alberta Foundation for the Arts.